# Едиги
Едигу, познат као Едигеј   (1352 - 1419, Сарај) је био татарски генерал, беглербег, de facto кан Златне хорде, мурза  и кан Ногај хорде (1395 - 1412).
Године 1379. кан Токтамиш је убио владара Беле хорде, Тимур-Малика и од тада се, у савезу са Тимур-Маликовим сином, Тимур Кутлуг-каном борио с њим.
Нашао је заштитника и савезника у моћном татарском емиру Тамерлану. Тамерлан је 1395. повео поход на Кипчак и у том походу уништио Сарај, престолницу Златне хорде . Токтамиш је тада био приморан да побегне у град Тјумењ, где је основао канат потпуно независтан од Златне хорде. Тада је Тимур Кутлуг преузео власт у Хорди. У том тренутку Тимур Кутлуг је завладао долином реке Дон и Волге , али стварну власт имао је Едигу.
Тамерлан је за то време наставио даље према северу и исте године упада у Русију  . Московски кнез, Василиј I Дмитријевич полази у сусрет томе опасном непријатељу, на челу једне велике војске која се улогорује на обалама Оке. Тамерланова ратна слава улива велику бојазан Русима и предочава им безброј невоља. Али, када је стигао у Јељец, татарски вођа пошао је натраг и не стигавши до Оке. Василиј се тада осмелио у својим односима са Златном хордом и престао чак да јој плаћа данак .
Тамерлан је наставио поход на Кипчак и следеће године .
Године 1399. Тимур Кутлуг је умро, а Едигу је на престо довео Кутлуговог брата Шадибек-кана, а после његове смрти 1407. кана Пулада.
Године 1408. покушао је Едиги да поврати контролу над Русијом  . Овај рат испао је за њега нарочито срећно . Он тад опседе Москву и опустоши Русију. Велики кнез Василиј је приморан да склопи мир и да настави плаћање данка .
Године 1410. Пулад је умро, а на престо је доведен Тимур-кан, син Тимур Кутлуга, али он се буни против Едигијеве власти. Едиги, пошто није могао издржати борбу и са Тимур-каном и са Токтамишевим синовима, који су владали Тјумењским канатом, се склонио у Хaрезм. У тој области је издржао борбу с каном Тимуром и Токтамишевим сином Џалал ал-Дин-каном, али ту област му је успео преотети Тамерланов наследник Шахрук Мирза.
Едиги се тада морао вратити у Златну хорду. За то време у Златној хорди је владала анархија, па је Едиги то искористио да донекле обнови своју моћ, ипак то није дуго трајало и 1419. године је убијен у Сарају. Тада је власт у Хорди припала кану Улуг-Мухамеду.